# Drummond Cove
Drummond Cove – miasto w Australii, w stanie Australia Zachodnia, nad Oceanem Indyjskim.